# Честност
Честността е аспект от морален характер, който посочва положителни и добродетелни атрибути като почтеност, истинност и прямота, както и отсъствието на лъжа, измама, кражба и др. Честността включва също и доверие, лоялност, справедливост и искреност.

## Етимология
Думата честност произхожда от лат. honos, което се отнася до достойнството и честта.

## Дефиниция
Merriam-Webster определя честността като „справедливост и прямота на поведението“ или „придържане към фактите“.
Оксфордският английски речник определя честността като „качеството на това да бъдеш честен“. Честен, на свой ред, бива дефинирано като „свободен от измама, истинен и искрен ... Морално правилен или добродетелен ... Честно спечелен, особено чрез упорита работа ... направено с добро намерения, дори ако са неуспешни или заблудени ... Опростено, непретенциозно и непредубедено“.

## Култура и религия
Честността се цени в много етнически и религиозни култури.
Честността може да бъде черта както на личност, така и на институция.
30 април е Международен ден на честността.

## Известни цитати
- „Честността е най-добрата политика“ – поговорка от Бенджамин Франклин
- „Честност е първата глава в книгата на мъдростта“ – Томас Джеферсън[9].
- „Няма наследство, което да е толкова богато както честност“ – Уилям Шекспир, действие 3, сцена 5 от „Добрият край оправя всичко“[10].

## Критика
В честността може да бъдат открити и негативни канотации. „Много честност може да се разглежда като недисциплинирана откритост“. Например, индивидите могат да се възприемат като „твърде честни“ (прями, нетактични), ако честно изразяват негативните мнения за другите, без да се иска мнението им, или ако са били попитани в случай, когато отговорът е тривиален.